# Ларюкова
Ларюкова (рос. Ларюковая) — селище в Ягоднинському районі Магаданської області.
Населення — 2 особи (2010).

## Географія
Географічні координати: 62°14' пн. ш. 151°46' сх. д. Часовий пояс — UTC+10.
Відстань до районного центру, селища Ягодне, становить 132 км, а до обласного центру — 391 км. Через селище протікає річка Оротукан.

## Населення
За даними перепису населення 2010 року на території селища проживало 2 особи. Частка чоловіків у населенні складала 100% або 2 особи.